# Andrew Landenberger
Andrew Landenberger (* 15. September 1966 in Grafton) ist ein australischer Segler, der auch für Deutschland startete.

## Erfolge
Andrew Landenberger nahm in der Bootsklasse Tornado an den Olympischen Spielen 1996 in Atlanta teil. Gemeinsam mit Mitch Booth sicherte er sich die Silbermedaille, als sie mit 42 Gesamtpunkten den zweiten Platz hinter dem spanischen Duo José Luis Ballester und Fernando León belegten.
1997 zog er nach Deutschland, wo er sich als Segelentwickler und -produzent in Titisee-Neustadt betätigte. Mit seinem Geschäftspartner Felix Egner nahm er, unter deutscher Flagge, ab 2005 wieder an internationalen Wettbewerben teil und wurde mit diesem noch im selben Jahr Weltmeister in der Bootsklasse Topcat. Bereits 1989 hatte er den Titel im Moth gewonnen. Er verließ das Unternehmen vor den Olympischen Spielen 2016, bei denen er als Trainer von Jason Waterhouse und Lisa Darmanin fungierte.